# Bas Roorda
Bas Roorda (Assen, 1973. február 13. –) holland labdarúgó. A PSV Eindhoven kapusa.